# Elizabeth Woodville
Elizabeth Woodville (khoảng 1437 - 8 tháng 6, 1492), là Vương hậu của Vương quốc Anh, vợ của Edward IV thuộc nhà York. Bà ở cương vị Vương hậu nước Anh từ năm 1464 cho đến khi Edward IV qua đời vào năm 1483. Trong thời gian tại vị, do nội chiến mà Vương hiệu của bà bị gián đoạn từ ngày 3 tháng 10, năm 1470 cho đến ngày 11 tháng 4, năm 1471.
Khi bà được sinh ra, gia đình của bà có vị trí không đáng kể trong tầng lớp quý tộc Anh. Cuộc hôn nhân đầu tiên của bà là với Hiệp sĩ John Grey xứ Groby, người đã chết trong trận chiến thứ hai tại St Albans, để lại bà cùng hai đứa con trai nhỏ. Cuộc hôn nhân thứ hai, với Edward IV, đã đưa bà lên vị trí Vương hậu của Vương quốc và có một vai trò quan trọng trong Chiến tranh Hoa Hồng. Quốc vương Edward IV là vị Quốc vương nước Anh thứ hai kể từ Cuộc chinh phục của người Norman kết hôn với người phụ nữ mà mình chọn, và Elizabeth là người quý tộc bản địa Anh đầu tiên được đăng quang ngôi Vương hậu nước Anh. Cuộc hôn nhân này đã đưa gia đình bà lên một vị trí mới trong xã hội và trở nên giàu có, và chính sự tiến bộ của họ đã phát sinh nên một thế lực thù địch trong giới quý tộc, là nguyên nhân chính cho sự mâu thuẫn giữa Edward IV với Bá tước Warwick, dẫn đến việc Warwick trở mặt và quay sang ủng hộ nhà Lancaster, đối thủ kình địch với nhà York. Bà đóng một vai trò quan trọng trong việc đưa Henry Tudor lên ngôi vào năm 1485 thông qua cuộc hôn nhân của Henry với con gái bà, Elizabeth xứ York, đã kết thúc Chiến tranh Hoa hồng nhiều năm ngự trị tại Anh.
Thông qua con gái, Elizabeth xứ York, Elizabeth Woodville trở thành tổ tiên của tất cả các vị quân vương của Vương quốc Anh kể từ thời Henry VIII, của Scotland kể từ thời Vua James V, và của Vương quốc Liên hiệp Anh từ thời James I của Anh.

## Thân thế

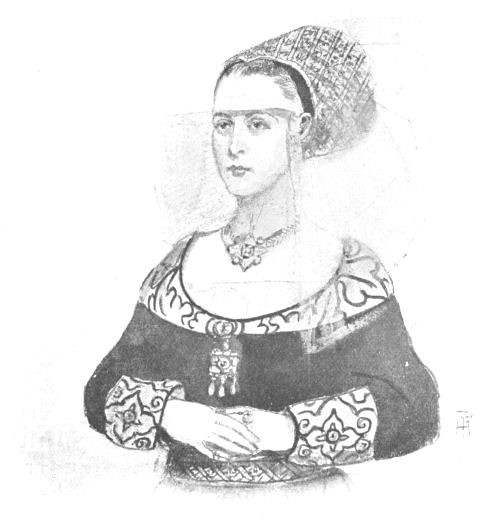
Elizabeth Woodville - vẽ bởi Percy Anderson, 1906.

Elizabeth Woodville sinh vào khoảng tháng 10 năm 1437, tại Grafton Regis, Northamptonshire. Họ của bà còn được đánh vần là Wydeville hoặc Wydvile, là con đầu lòng của một cuộc hôn nhân bất bình đẳng xã hội đã từng làm chướng tai gai mắt triều đình nước Anh. Theo truyền thuyết, Elizabeth Woodville được tôn vinh như một đại mỹ nhân, là 「"Người đàn bà đẹp nhất Đảo quốc Anh"」 với "đôi mắt sắc như mắt rồng" cùng "mái tóc vàng óng" trong truyền thuyết.
Hoàn cảnh xuất thân của Elizabeth Woodville hoàn toàn khác với các vị Vương hậu trước trong lịch sử Anh. Những vị tiền nhiệm đều xuất thân con gái của những vị Vua, trong thời kỳ mà các vị Vua đều có tước hiệu từ Quốc vương đến Bá tước (tương tự Chư hầu nhà Chu thời Tiên Tần). Trong khi ấy, Elizabeth Woodville xuất thân từ tầng lớp quý tộc bản địa Anh. Nhà Woodville là một dòng họ lâu đời nhưng chỉ ở dạng điền chủ hơn là quý tộc. Dòng dõi này có xuất thân từ Maidstone ở Kent, vốn có họ phiên là Wydeville, ông nội bà là Richard Wydeville từng phục vụ cho Thomas của Lancaster, Công tước thứ nhất xứ Clarence, em trai của Quốc vương Henry V của Anh.
Và dù được phục vụ cho Vương thất, Richard Wydeville chưa bao giờ được phong Hiệp sĩ, nên cũng chưa bao giờ có kính xưng Sir trước tên gọi. Cha của Elizabeth là Sir Richard Woodville, là một Hiệp sĩ khi bà được sinh ra, ông nối nghiệp mà phục vụ triều đình, trung thành với John Lancaster, Công tước thứ 1 xứ Bedford - một người em trai của Quốc vương Henry V và là chú của Quốc vương Henry VI của Anh. Vào năm 1433, Richard tham gia đoàn đưa dâu cho Công tước xứ Bedford, do đó ông gặp gỡ Jacquetta xứ Luxembourg, con gái của Peter xứ Luxembourg, Bá tước Saint-Pol, khi ấy Jacquetta chỉ mới 17 tuổi, còn Richard 28 tuổi. Jacquetta xuất thân rất cao quý ở xứ Luxembourg, trở thành vợ thứ 2 của Công tước xứ Bedford.

## Thiếu thời
Công tước Bedford chết vì già yếu vào năm 1435, chỉ 2 năm sau khi kết hôn. Bà Jacquetta khi ấy 19 tuổi, trở thành một góa phụ với gia sản kết xù từ 1 phần 3 lãnh điền của Công tước. Và với thân phận là thím của nhà Vua, Jacquetta phải nhận được sự cho phép của bản thân nhà Vua trước khi tái hôn. Vào tháng 3 năm 1437, Jacquetta đã bí mật kết hôn với Sir Richard Woodville, một người có địa vị thấp hơn bà rất nhiều. Đây được xem là hôn nhân bất đăng đối và bị lên án dữ dội.
Mặc dù có khởi đầu không thuận lợi nhưng họ nhanh chóng lấy lại được vị thế, chủ yếu là nhờ danh tiếng của bà Jacquetta trong triều đình nước Anh. Bà vẫn giữ được tước vị 「Bà Công tước Bedford」 ở cuộc hôn nhân trước và được cung cấp cho một khoản thu nhập từ £7.000 đến £8.000 mỗi năm, trong khi đó Sir Richard Woodville được kính trọng với vị trí nhất định trong quân đội. Vận may lại đến với nhà Woodville khi Quốc vương Henry VI kết hôn với Marguerite của Anjou, Sir Richard trở thành người hộ tống cô dâu đến nước Anh. Nhờ những đóng góp cho triều đình, năm 1448, khi Elizabeth được khoảng 11 tuổi, Sir Richard Woodville chính thức được phong làm 「"Baron Rivers"」, tức "Nam tước xứ Rivers". Về rồi đến năm 1450, thì Nam tước Rivers lại được gia phong lên làm 「"Knight of the Garter"」, trở thành Hiệp sĩ trong Hệ thống cấp Garter - hệ thống Hiệp sĩ cao nhất trong hệ thống thứ bậc Hiệp sĩ. Những điều này đã khiến nhà Woodville chính thức thành quý tộc. Nhà Woodville có 14 người con, với Elizabeth là người con lớn nhất. Khoảng thời gian bà được sinh ra thì nhà Woodville vẫn chỉ dựa vào thu nhập của Jacquetta để duy trì, và khoản thu nhập này cũng dần bị giảm đi do vấn đề chiến tranh của nước Anh khi ấy. Khi Sir Richard cha bà trở thành Nam tước, cả nhà Woodville trở thành quý tộc thực sự thì có chuyển biến khác hơn.
Vào khoảng năm 1452, Elizabeth Woodville kết hôn với một Hiệp sĩ nhà Lancaster là Sir John Grey xứ Groby, người đáng lẽ theo kế hoạch sẽ thừa kế của tước vị "Nam tước xứ Groby" thông qua họ mẹ, Elizabeth Ferrers, Nữ Nam tước Ferrers thứ 6 xứ Groby. Hai người có hai con trai, Thomas cùng Richard, và thông qua Thomas thì Sir John về sau trở thành cụ nội của Lady Jane Grey - người nổi tiếng với biệt danh "Cửu nhật Nữ vương" xen giữa Vua Edward VI và Nữ vương Mary I.

## Ngôi vị Vương hậu

### Kết hôn bí mật

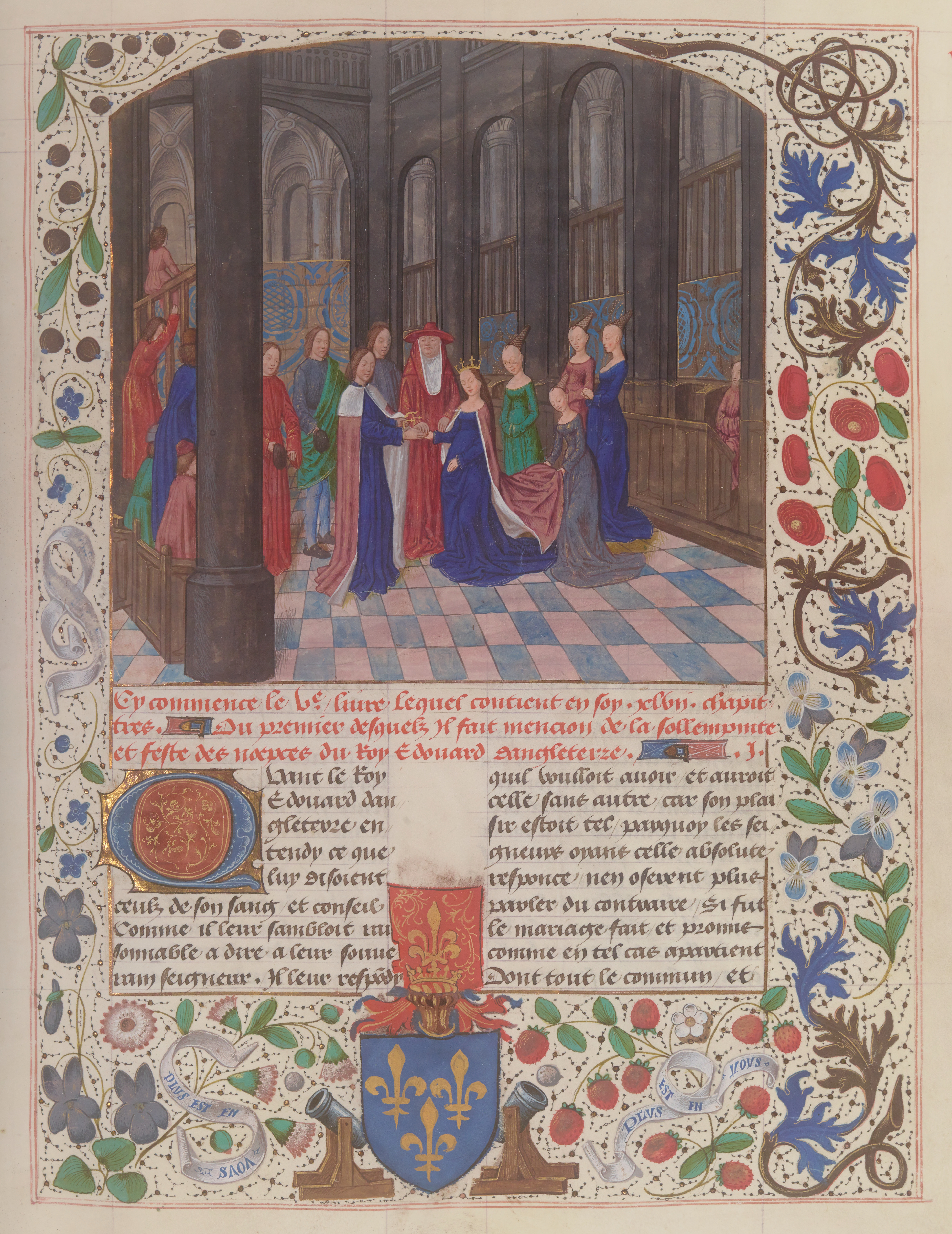
Lễ cưới của Edward IV và Elizabeth, minh họa thế kỉ 15.

Năm 1461, Sir John Grey bị giết trong Cuộc chiến thứ hai tại St Albals với nhà York, để lại Elizabeth trở thành góa phụ với hai đứa con trai. Đương thời, Quốc vương Edward IV nhà York có rất nhiều tình nhân, nổi tiếng nhất là Jane Shore, và ông có tiếng là không chung thủy. Đám cưới của ông với Elizabeth được tiến hành bí mật vào ngày 1 tháng 5 năm 1464 trong một nhà thờ nhỏ của gia đình Woodville tại Northamptonshire, chỉ hơn 3 năm sau khi ông giành được ngai vàng nước Anh sau chiến thắng áp đảo nhà Lancaster trong Trận Towton. Elizabeth đăng quang Vương hậu vào ngày 26 tháng 5 năm 1465, tức hơn 1 năm sau đó.
Có thể nói trong lịch sử Anh từ khi người Norman chinh phục đảo Anh, Elizabeth Woodville là trường hợp cực kỳ ấn tượng trong số các Vương hậu từng cưới vào gia tộc trị vì Anh quốc, vì bà hoàn toàn là một ["người không thể ngờ tới"] vào lúc ấy. Mặc dù có truyền thuyết về sự xinh đẹp và quyến rũ, song gia cảnh của bà không tốt, cũng như là việc bà xuất thân từ bản địa Anh, hoàn toàn khác truyền thống các Vương hậu đều là dòng dõi vua chúa ngoại quốc từ thời nhà Normandy đến trước thời Edward IV.
Cho dù mẹ bà là Lady Jacquetta xuất thân cao quý, nhưng cha bà chỉ là một hiệp sĩ bình thường, còn bị chính Richard, Công tước xứ York - cha của Vua Edward, công khai phỉ báng do chỉ là một tên lính hầu thường dân mà dám kết hôn với một người cao quý như Jacquetta. Bên cạnh đó, Elizabeth còn xuất thân từ một bên thân với nhà Lancaster, sau lại tiếp tục cưới cho gia tộc Grey trung thành nhà Lancaster, một lý do chính trị mấu chốt khiến Hội đồng Cơ mật của nhà Vua phải phản đối quyết liệt. Lý do chính yếu nữa Elizabeth đã là góa phụ, lại có tới 2 mặt con trai với chồng trước. Về địa vị gia cảnh, bà không mang lại bất kỳ của hồi môn đáng giá nào, cũng không phải một công chúa đem lại liên minh mạnh mẽ nào, về tuổi tác thì càng không lý tưởng vì bà lớn hơn nhà Vua tới 5 tuổi. Rốt cuộc vì lý gì khiến Vua Edward IV chấp nhận cưới bà, mặc cho tiềm ẩn tranh chấp về sau, cho đến nay vẫn không có lý giải chính trị hoàn thiện nào, ngoại trừ một lý do rất cảm tính và có phần chủ nghĩa lãng mạn, Edward IV rất yêu bà.
Chính xác thì Elizabeth gặp Vua Edward IV như thế nào, đến nay vẫn không rõ ràng. Học giả nghiên cứu thời Tudor là Amy Licence trong cuốn Edward IV & Elizabeth Woodville: A True Romance chỉ ra rằng, vào thời điểm còn nhỏ cả hai đã rất có thể biết nhau, vì cha của Elizabeth là Nam tước Rivers từng phục vụ tại Rouen xứ Normandy, trong khi cha của Vua Edward là Công tước Richard xứ York đã từng là quản lĩnh quyền thay trị sự tại Normandy. Có giả thiết cả hai mới chính thức gặp nhau trong triều, sau khi Edward lên ngôi. Tuy nhiên khi vừa thành niên, Elizabeth đã cưới cho Sir John Grey, phương diện hôn nhân đã khiến bà không còn là "ứng cử viên" dạm hỏi trong thời điểm ấy. Sau đó, Elizabeth chỉ trở thành góa phụ trong thời gian rất ngắn trước khi Edward lên ngôi, sau khi cả hai thực sự gặp nhau theo tài liệu chính thức, thì lại lập tức bí mật kết hôn trong vòng chưa đến 1 tháng. Điều này có thể chứng minh cả hai, hoặc ít nhất từ phía Edward, đã thực sự để mắt nhau từ trước, hoặc là cả hai đã yêu thích nhau trong thời gian rất ngắn.

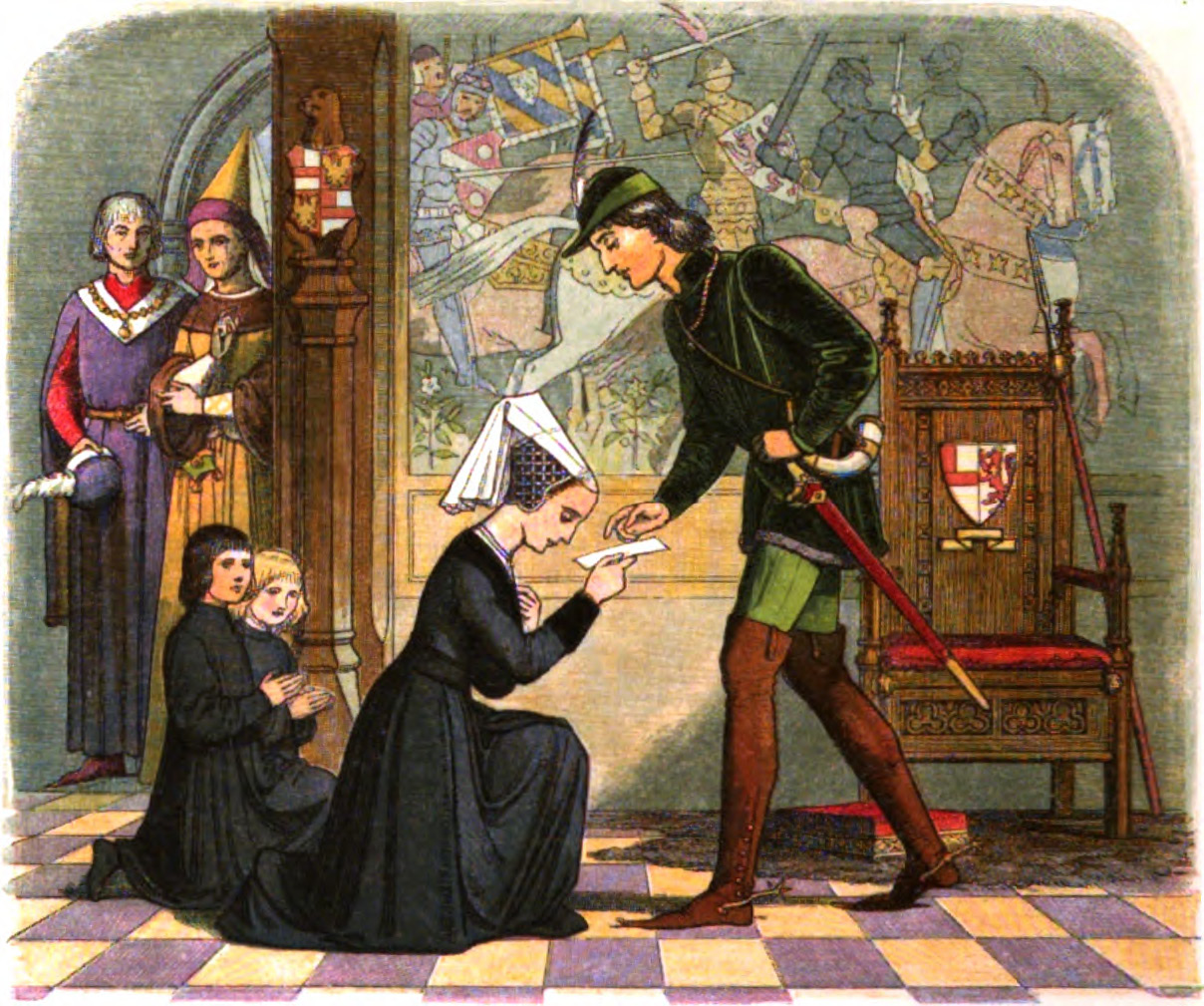
Elizabeth Grey gặp Vua Edward IV, minh họa thế kỉ 19.

Thế nhưng việc gặp gỡ giữa Elizabeth và Edward IV lại được biết đến chủ yếu qua truyền thuyết dân gian. Theo lời đồn rất nổi tiếng trong dân gian, cả hai gặp nhau dưới một gốc cây sồi tại khu rừng gần làng Whittlebury thuộc Northamptonshire, khi góa phụ Elizabeth Grey đang cầu xin sự giúp đỡ của nhà Vua trong việc đòi quyền sở hữu đất đai của hai người con trai họ Grey của bà, Thomas và Richard. Và cũng theo truyền thuyết, Vua Edward đã phải lòng người góa phụ trẻ này và chính thức say đắm bà. Khi Elizabeth biết được ý định và có được lời cầu hôn của nhà Vua, bà đã không ngần ngại mà đồng ý.
Theo thông tin lịch sử thì sau Trận Towton, gia đình Woodville đã gặp tình thế khó khăn khi đã chiến đấu cho bên bị thua (nhà Lancaster) và sống sót, vì cả gia đình đứng trước khả năng bị hạch tội bởi nhà York. Vào tháng 6 năm 1461, Vua Edward IV đã đến và trú tại nhà của họ tại Groby, Leicestershire, sau đó nhà vua đã đặc xá cho cha mẹ bà và Elizabeth rất có thể đã được xem là "vật trao đổi" để cưới cho nhà vua, đổi lại sự an toàn cho cả nhà. Sự liên hệ chính thức của Elizabeth với triều đình Edward xuất hiện vào ngày 13 tháng 4 năm 1464, chỉ gần chục ngày trước ngày cưới chính thức của họ được ghi nhận trong lịch sử. Hôn lễ của cả hai có rất nhiều tranh luận về ngày tháng chính xác, ngày 1 tháng 5 chỉ là một trong số đó. Tuy nhiên hầu hết các sử gia đều đồng ý rằng buổi lễ cực kỳ riêng tư, chỉ có mẹ Elizabeth là bà Jacquetta tham dự, hoàn toàn không cho chả của Elizabeth là Nam tước Rivers biết.

### Đạt đến quyền lực
Trong những năm đầu tiên sau khi lên ngôi, Edward IV cai trị đất nước phụ thuộc vào một vòng tròn nhỏ những người ủng hộ ông khi trước, mà người có sức ảnh hưởng nhất là anh họ ông, Richard Neville, Bá tước xứ Warwick thứ 16. Trong khoảng thời gian khi cuộc hôn nhân bí mật diễn ra, Bá tước Warwick đang đàm phán với Pháp trong một nỗ lực ngăn chặn nước này liên minh với Marguerite của Anjou, người cùng chồng là Henry VI của Anh đã bị lật đổ. Kế hoạch của Warwick là Edward IV sẽ kết hôn với Công nương Pháp, Bona xứ Savoy. Khi Edward IV công khai cuộc hôn nhân của mình với góa phụ Elizabeth, người không những là một thường dân mà còn xuất thân từ một gia đình ủng hộ nhà Lancaster, Bá tước Warwick vừa tức giận vừa bối rối và cảm thấy bị xúc phạm, kể từ đó quan hệ của ông và Vua Edward không bao giờ còn được như xưa nữa. Việc này cũng bị phản đối bởi Hội đồng Cơ mật, và họ cho rằng Edward IV phải biết Elizabeth không phải là người vợ dành cho một vị Vua như ông.
Sự xuất hiện của Elizabeth Woodville trên sân khấu chính trị đã dẫn đến một loạt các cuộc hôn nhân của các em bà vào các gia đình danh giá nhất nước Anh. Đây là nhà ngoại thích bản địa đúng nghĩa đầu tiên tại nước Anh. Các hôn sự giữa các em gái bà với con trai của các quý tộc lớn của Anh như Bá tước xứ Kent, Essex và Pembroke diễn ra rất thuận lợi và tốt đẹp mà không có trở ngại nào, cụ thể là em gái Anne gả cho William Bourchier, Tử tước Bourchier rồi George Grey, Bá tước thứ 2 xứ Kent; em trai Anthony cưới Elizabeth Scales, Nữ Nam tước thứ 8 Scales; em gái Mary cưới William Herbert, Bá tước thứ 2 xứ Pembroke; kể cả cuộc hôn nhân của em gái út của bà là Catherine Woodville với Henry Stafford, Công tước xứ Buckingham thứ 2, khi cả hai đều còn rất nhỏ. Cuộc hôn nhân duy nhất gây bất ngờ là của em trai 20 tuổi của bà, John Woodville, với Katherine, Bà Công tước xứ Norfolk, con gái của Ralph de Neville, Bá tước xứ Westmorland thứ nhất với góa phụ của John Mownbray, Công tước xứ Norfolk thứ 2. Bà Công tước Norfolk tuy giàu có nhưng đã góa chồng ba lần, và đang ở khoảng 60 tuổi - tức là bà hơn 40 tuổi so với John Woodville. Cuộc hôn nhân này khiến các sử gia đánh giá gia đình Woodville có tham vọng lớn như thế nào, khi mà có thể nghĩ ra một cuộc hôn nhân "đáng ghê tởm" khi ấy.
Những cuộc hôn nhân gầy dựng thứ lực quá rõ này của nhà Woodville khiến toàn bộ Nghị viện Anh, mà đứng đầu là Bá tước Warwick, đều dấy lên tranh cãi phản đối nhà Woodville gay gắt. Nhưng sự xung đột với nhà Woodville của Bá tước Warwick chỉ lên đỉnh điểm khi ông muốn sắp xếp em gái nhà vua, Margaret xứ York, trở thành cô dâu trong Vương thất Pháp. Nhưng dưới sự tác động của nhà Woodville, Margaret được gả cho Công quốc Bourgogne - kẻ thù của Pháp khi ấy. Mà người đứng đầu Bourgogne vào lúc đó là Charles I, người mà Warwick cực kỳ căm ghét.

### Thời kỳ khủng hoảng
Tháng 3 năm 1469, Elizabeth hạ sinh con gái Cecily, điều này đã dấy lên nhiều ngờ vực, nghi ngờ khả năng Edward IV có người thừa kế vì mãi đến lúc này, Vương hậu Elizabeth chỉ sinh ra con gái. Điều này khiến ngai vàng của Edward IV có nguy cơ không có người thừa kế và do hai em trai, George, Công tước Clarence cùng Richard, Công tước Gloucester kế thừa. Bá tước Warwick từng muốn cưới hai con gái của mình, Isabella và Anne, cho 2 em trai của nhà vua nhưng đều bị khước từ, đây hoặc là chủ ý không cho nhà Neville lên nắm quyền quá cao hoặc là sự can thiệp của nhà Woodville trước "kẻ địch quyền lực" của họ. Mâu thuẫn càng lên cao khi những người thân của Elizabeth, đặc biệt là em trai bà Anthony Woodville bắt đầu đe dọa quyền lực của Warwick trong xã hội chính trị Anh, ông ta bắt đầu âm mưu quấy rối triều đình Quốc vương Edward IV với con trai đỡ đầu của mình là Công tước Clarence.
Tháng 7 năm 1469, Công tước Clarence đến Calais cưới Isabella bất chấp mệnh lệnh của anh trai. Ngay sau đó, Bá tước Warwick cùng Công tước Clarence đem theo một đội quân, tuyên bố Edward IV là "Con hoang" của Bà Công tước Cecily với một cung thủ, hòng lật đổ ngai vị của Edward IV mà đưa George lên thay. Lúc này Elizabeth đang đến Norwich cùng các con gái, và bà nghe tin không chỉ Bá tước Warwick thắng Trận Edgecote Moor, Quốc vương Edward IV bị họ bắt giữ, mà còn thành công đem xử tử không qua xét xử cha cùng em trai thứ của Elizabeth, John Woodville. Một trong những người ủng hộ Warwick, ngay lập tức cũng đã buộc tội mẹ Elizabeth là bà Jacquetta, với các cáo buộc về hành vi hành nghề phù thủy và phải bị xét xử, nhưng những điều này không có chứng cứ xác thực và Jacquetta được tha bổng vào năm sau. Những điều này tuy rất điên rồ, nhưng cũng đã chứng minh sự căm ghét của đại đa số các thế lực, những người bất mãn hôn nhân giữa Edward IV với Elizabeth Woodville và họ sẵn sàng làm mọi thứ để không chỉ khiến Edward IV mất ngai, mà còn phải đem nhà Woodville chôn chết. Tháng 9 năm ấy, Edward IV được thả tự do và tiến vào London, tuyên bố con gái cả, Elizabeth xứ York, có khả năng trở thành Trữ quân của ngai vàng nhà York. Tuyên bố này cực kì gây tranh cãi, vì nước Anh tại thời điểm này vẫn không cho rằng phụ nữ đủ tư cách lên ngôi, dù tại nước Anh thì những nữ thừa kế quý tộc rất phổ biến, như hai con gái nhà Neville, trong tương lai đều có khả năng thừa kế gia sản từ Bá tước Warwick.
Sau đó vào mùa xuân năm 1470, Edward IV khống chế được toàn bộ Nghị viện Anh, tuyên bố cả Warwick và Clarence là "Phản loạn", khiến họ phải bỏ trốn sang Pháp. Để củng cố lực lượng, Warwick liên minh với lãnh đạo nhà Lancaster khi ấy, Marguerite d'Anjou, Vương hậu Anh, bằng việc để con gái nhỏ của ông là Anne kết hôn với con trai duy nhất của Margaret là Edward, Thân vương xứ Wales. Liên minh này thành công khôi phục ngai vàng cho chồng bà vào tháng 10 cùng năm. Điều này tạm thời lật đổ được Quốc vương Edward IV nhà York. Thế nhưng 1 năm sau, vào mùa xuân năm 1471, Edward IV trở về sau khi bị lưu đày, từng bước từng bước ông thu phục từng vùng đất, cộng thêm việc khiến em trai là Công tước Clarence đổi phe, ông thành công đánh bại liên minh Warwick trong Trận Barnet và Lancaster trong Trận Tewkesbury. Vua Henry VI bị hành hình ngay sau đó.

### Trú ẩn và đoàn tụ

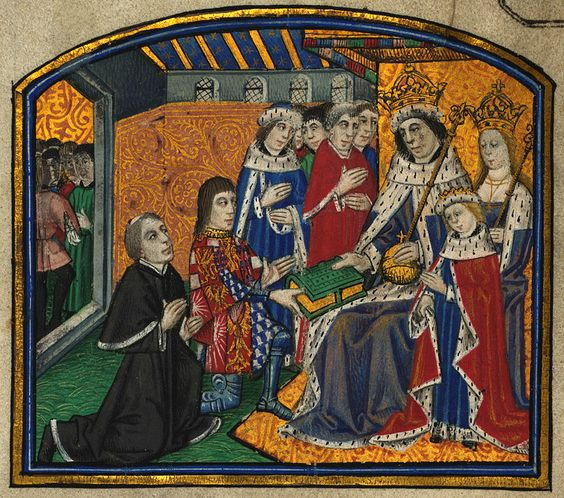
Edward IV, Vương hậu Elizabeth và con trai Edward, minh họa trong "Dictes and Sayings of the Philosophers" thế kỉ 15.

Trong thời gian Quốc vương Edward IV bị lật đổ, Elizabeth Woodville từng đến Tháp London để trú ẩn, nhưng khi nghe tin Warwick trở lại và đưa Edward VI lên ngôi thì bà ngay lập tức cùng các con gái tìm kiếm sự bảo vệ trong Tu viện Westminster, và bà được Cha trưởng là Thomas Milling chứa chấp với 3 căn phòng đầy đủ tiện nghi. Thời gian ấy, Elizabeth có thai 8 tháng, bà tương đối bình an trong hầm trú ẩn của Tu viện dưới sự giúp đỡ từ Cha trưởng cùng những người dân London như đồ tể John Gould với nửa con bò cùng 2 con cừu mỗi tuần, ngoài ra còn có một nhà buôn cá cũng tình nguyện giúp đỡ gia đình bà với nhu yếu phẩm được vận chuyển thứ 6 hàng tuần hoặc những dịp ăn chay. Cứ như thế, Elizabeth Woodville tạm an ổn trong 1 tháng và sinh ra Vương tử Edward, con trai hợp pháp đầu tiên của Edward IV và sau này là Vua Edward V.
Và dù Bá tước Warwick không hề thích bà, song sau khi đưa Henry VI trở lại ngai vàng thì ông cũng không ra tay gây khó dễ cho mẹ con bà. Thời điểm Elizabeth sinh ra Edward, triều đình còn phái Thị tùng Elizabeth Greystoke, Lady Scrope cùng bà đỡ Margaret Cobb lẫn y sĩ Dominique de Sirego. Sự ra đời của Edward vào lúc ấy cũng không con trở thành vấn đề, vì Edward VI đã có người thừa kế. Dưới sự giám hộ của Cha trưởng Thomas Milling cùng một số nhu yếu phẩm được phê duyệt bởi triều đình Edward VI, Elizabeth Woodville tiếp tục sống an ổn cùng các con trong 5 tháng tiếp theo, chờ đợi Edward IV trở về Anh và giành lại ngai vàng. Mặc cho bà suy nghĩ nguy cơ của con trai, Bá tước Warwick cuối cùng vẫn không hề ra bất kì hành động ám hại nào đến Edward. Ngày 9 tháng 4, Edward IV xuống phía Nam xứ Dunstable, gửi tin nhắn mừng đến vợ con tại Tu viện. Đến ngày 11 tháng 4, Edward IV thành công trở lại London và khôi phục Vương vị, cũng biến Elizabeth Woodville trở thành Vương hậu lần thứ 2, sau khoảng 6 tháng gián đoạn.
Gia đình Quốc vương Edward IV hội tụ trong hân hoan, Elizabeth ghi nhận đã rất xúc động và Edward IV tìm cách an ủi bà. Sự thử thách bị tiếm quyền 6 tháng trời khiến bà luôn sống trong lo âu, và sức khỏe của bà cũng được ghi nhận là rất suy kiệt.
Trong cuộc hôn nhân đầy trắc trở, Elizabeth Woodville đã sinh cho Quốc vương Edward IV tổng cộng 10 người con, trong đó có 3 con trai, tức Edward V cùng Richard, Công tước xứ York và đứa bé 1 tuổi chết yểu George, Công tước xứ Bedford. Bà có 7 người con gái, trong đó chỉ có 5 người sống đến tuổi trưởng thành. Theo ghi nhận đương thời, Vương hậu Elizabeth Woodville có đầy đủ phẩm chất đạo đức theo tiêu chuẩn Công giáo, điều này rất phù hợp với các Vương hậu thời Trung Cổ. Bà cầu kinh ba lần mỗi ngày, thực hiện những cuộc hành hương và rất được Giáo hoàng yêu quý. Bà đã thành lập Nhà thờ St. Erasmus tại Tu viện Westmister.

## Góa phụ

### Góa phụ Elizabeth Grey
Vào ngày 9 tháng 4 năm 1483, Quốc vương Edward IV đột ngột qua đời, Vương hậu Elizabeth trở thành Thái hậu khi con trai bà, Thái tử Edward lên ngôi. Vì Tân vương còn còn khá trẻ, chú của Tân vương là Richard, Công tước xứ Gloucester trở thành Bảo Hộ công theo di chúc của Tiên vương Edward IV, mặc cho sự phản đối của Thái hậu Elizabeth. Do đó, Richard có toàn quyền nhiếp chính và giám sát nhà vua cho đến khi trưởng thành.
Theo di chúc, Tiên vương Edward IV nhận thấy Vương hậu Elizabeth cùng nhà Woodville quá tham vọng và không được sự ủng hộ, nên mệnh cho Richard đảm nhận vai trò quyền lực để bảo vệ nhà York, tránh cho Vương hậu Elizabeth trở thành Thái hậu và nắm quyền của một nhiếp chính. Theo thỏa thuận giữa Thái hậu cùng Bảo Hộ công Richard, trong lúc Tân vương đi từ Ludlow vào ngày 24 tháng 4 để đến London, thì Bảo Hộ công sẽ lên đường trước đó 1 ngày từ Yorkshire đón Tân vương tại Northampton, sau đó cả hai sẽ đi cùng nhau đến London. Giữa lúc đó, Thái hậu Elizabeth và nhà Woodville muốn sửa di chúc, để Thái hậu có quyền nhiếp chính và gạt bỏ vai trò của Bảo Hộ công. Nhưng Tân vương sau tự mình đi thẳng đến Stony Stratford thuộc Buckinghamshire. Vào ngày 29 tháng 4 năm đó, Bảo Hộ công Richard cùng em họ Henry Stafford, Công tước thứ 2 xứ Buckingham hội ngộ với Anthony Woodville, Bá tước thứ hai xứ Rivers và Richard Grey, em trai và con trai thứ với nhà Grey của Thái hậu Elizabeth. Sau một bữa yến tiệc, Bảo Hộ công Richard cho bắt giam cả Bá tước Rivers cùng Richard Grey vào ngày 30 tháng 4 năm ấy, cả hai đều bị giam vào Lâu đài Pontefract tại Yorkshire.

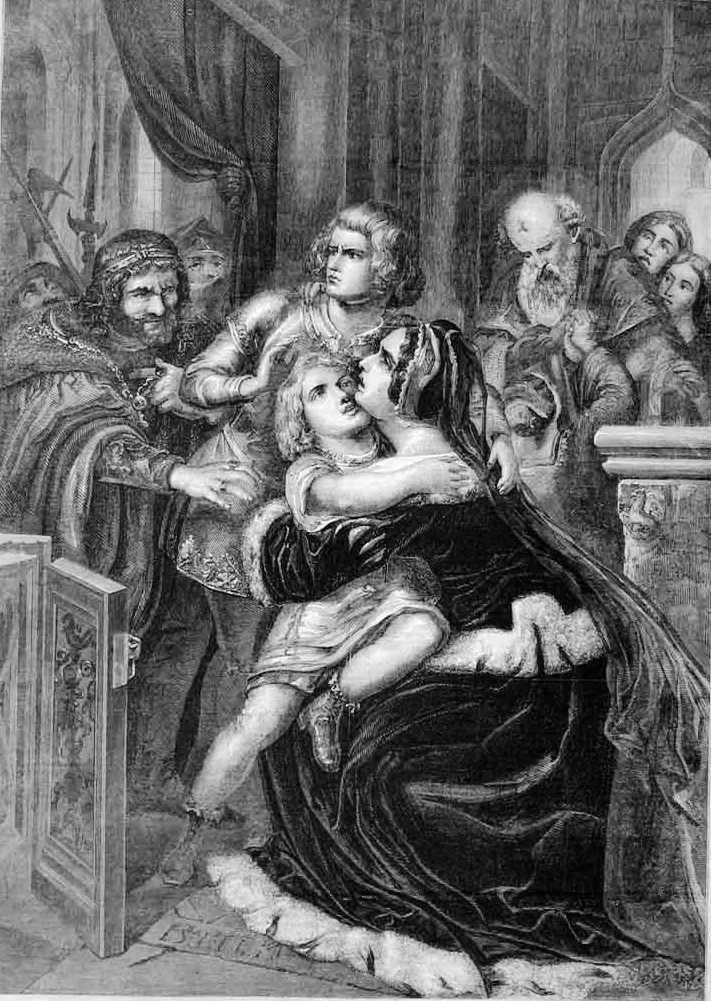
Richard, Công tước xứ York bị đưa đi khỏi mẹ mình, minh họa thế kỉ 18.

Sau khi xử lý Bá tước Rivers cùng Richard Grey, Bảo Hộ công Richard đến gặp Tân vương và báo rằng mình đã xử lý "Những người muốn phế truất địa vị Bảo Hộ công" của mình, sau đó ông hộ tống Tân vương vào London ngày 4 tháng 5 năm đó, và theo sự gợi ý của Công tước Buckingham, Tân vương Edward được đưa vào Tháp London - một thủ tục truyền thống trước Lễ đăng quang. Ngay khi nghe tin em trai cùng con trai mình bị Bảo Hộ công bắt giữ, Thái hậu Elizabeth cùng con trai cả nhà Grey là Thomas Grey, cùng 5 cô con gái và đứa con trai út Richard, Công tước xứ York đi đến Tu viện Westminster. Theo sự điều đình, vào ngày 16 tháng 6, Công tước xứ York được chuyển đến Tháp London để chờ ngày đăng quang, là ngày 22 tháng 6 sắp tới. William Hastings, Nam tước Hastings thứ nhất, một trong những người ủng hộ Tân vương ở London, ban đầu ủng hộ hành động của Bảo Hộ công Richard tiếm quyền, nhưng sau đó Hastings liền bị Bảo Hộ công cáo buộc âm mưu với Thái hậu Elizabeth cùng ngoại thích Woodville hạ độc mình, với Jane Shore là người trung chuyển thông tin. Thế là Nam tước Hastings nhanh chóng bị đem ra hành quyết. Âm mưu đó có thực sự xảy ra hay không vẫn chưa được biết rõ, nhưng Bảo Hộ công Richard đã buộc Thái hậu Elizabeth phạm tội 「"Mưu đồ giết người và tiêu hủy hoàn toàn Bảo Hộ công"」 khi biết tin Thái hậu và nhà Woodville tính hất cẳng ông khỏi vị trí Bảo Hộ công. Giữa lúc này, Bảo Hộ công được một Tu sĩ mật báo rằng, ước hôn giữa Tiên vương Edward IV cùng Eleanor Butler vốn còn hiệu lực, là động thái cho Bảo Hộ công tuyên bố hôn nhân giữa Thái hậu Elizabeth cùng Tiên vương là bất hợp pháp.
Ngày 22 tháng 6, bên ngoài Nhà thờ lớn cũ Thánh Paul, Bảo Hộ công Richard mở một cuộc giáo thuyết, tuyên bố cuộc hôn nhân giữa Tiên vương Edward IV cùng Elizabeth Woodville là bất hợp pháp, điều này biến con trai thừa kế của Elizabeth là Edward V trở thành 「"Con ngoài giá thú"」, do đó không có tư cách lên ngôi. Ngày 25 tháng 6, Richard ra lệnh cho người hầu xử tử Anthony Woodville và Richard Grey tại Lâu đài Pontefract. Và cuối cùng ngày 26 tháng 6, sau khi được quý tộc Anh và dân thường London làm một cuộc thỉnh cầu, Bảo Hộ công Richard lên ngôi Quốc vương nước Anh, tức là Richard III của Anh. Đến ngày 6 tháng 7, Richard cùng Anne Neville được làm Lễ đăng quang tại Tu viện Westminster.
Bị tuyên bố hôn nhân phạm pháp, Elizabeth Woodville trở về với danh hiệu 「"Lady Elizabeth Grey"」 với thân phận là vợ của Sir John Grey, mà không còn là "Thái hậu" với tư cách là vợ của Tiên vương Edward IV nữa. Dầu vậy, bà vẫn âm mưu giải cứu 2 đứa con trai bị giam tại Tháp London, và không dừng ý định đưa con trai cả là Edward đăng quang. Về phần Edward V cùng em trai là Công tước xứ York, sau khi cả hai bị giam ở Tháp London thì bỗng nhiên biến mất không để lại manh mối gì, trở thành một nghi án lớn trong lịch sử nước Anh. Có nhiều thuyết được đưa ra, đa phần đều cho rằng Richard III đã giết cả hai trong bí mật. Sau khi tin tức về sự biến mất của Edward được phát hiện, em rể của Elizabeth là Công tước Buckingham đến gặp bà, nói hai người con trai của bà đã bị Vua Richard sát hại. Công tước Buckingham vốn là một trong những đồng minh thân cận của Vua Richard, nên lời nói của Công tước khiến Elizabeth tin tưởng tuyệt đối, và cả hai quyết định quay sang liên minh với Margaret Beaufort, một quý tộc thuộc nhà Lancaster và dấy lên một cuộc nổi loạn được gọi là Cuộc nổi loạn Buckingham, và thất bại thảm hại.
Trước lời đề nghị liên minh, Elizabeth Woodville tán thành đồng ý lập con trai của phu nhân Margaret là Henry Tudor, một hậu duệ của Edward III của Anh, trở thành Quốc vương nước Anh sau khi lật đổ Vua Richard III. Để thắt chặt liên minh, Elizabeth để con gái mình là Elizabeth xứ York kết hôn với Henry Tudor, như vậy thì Công chúa Elizabeth trong tương lai sẽ là Vương hậu nước Anh, đồng thời giúp nhà Tudor có quyền thừa kế kém cỏi có thể củng cố uy tín và ngai vị của mình. Sau sự biến mất của Edward V cùng Richard tại Tháp London, Công chúa Elizabeth khi đó trở thành người thừa kế duy nhất của dòng họ York, điều này khiến công chúa có một ý nghĩa rất lớn trên bàn cân chính trị khi ấy, và Henry Tudor đã công khai thề sẽ lấy Elizabeth trong nhà thờ xứ Rennes.
Năm 1484, tháng 1, sau thất bại của Công tước Buckingham, Vua Richard III cho lấy hết toàn bộ gia sản mà Vua Edward IV ban cho bà khi trước. Nhưng rồi vào ngày 1 tháng 3 cùng năm, Vua Richard III cho phép Elizabeth và các con gái mình ra khỏi nhà nguyện, và công khai thề độc sẽ không làm hại đến họ, và khi các con gái của Elizabeth trưởng thành thì họ đều sẽ được dạm hỏi với những cuộc hôn nhân danh giá, xứng đáng với thân phận Vương nữ của họ. Sau khi chết của Vương hậu Anne Neville, có tin đồn chính Vua Richard III đã có ý muốn cưới Elizabeth để củng cố ngai vị của mình.

### Thái hậu nhà Tudor

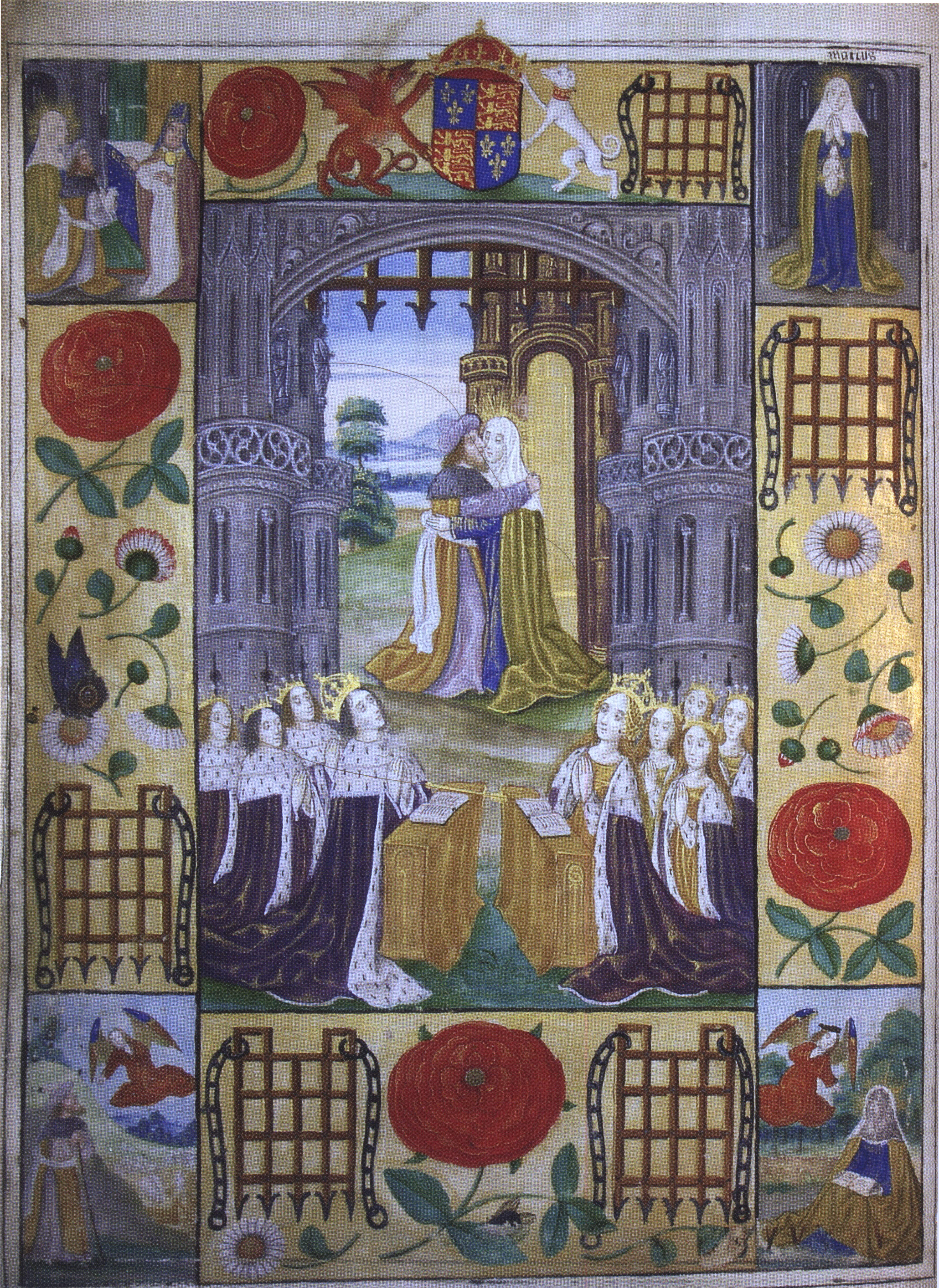
Hôn nhân giữa Henry Tudor và Elizabeth xứ York, đã hợp nhất Lancaster và York, tạo ra triều tudor.

Năm 1485, Henry Tudor đánh bại Richard III trong Trận Bosworth và lên ngôi Quốc vương nước Anh, tức Henry VII. Lời thề của ông ở Rennes vẫn còn hiệu nghiệm, nên Vua Henry VII sẽ phải cưới và lập Elizabeth xứ York làm Vương hậu. Henry VII lên ngôi ngày 30 tháng 10 năm ấy, và cưới Elizabeth xứ York vào ngày 18 tháng 1 sang năm (1486), tuy nhiên mãi đến ngày 25 tháng 11 năm 1487 mới tổ chức lễ lập Hậu.
Vương hậu của Edward IV là Elizabeth Woodville, giờ đây là góa phụ của Tiền nhiệm Quốc vương, nên dù chỉ là mẹ của Vương hậu Elizabeth, mẹ vợ của Vua Henry VII, bà vẫn được đối đãi đặc biệt và nhận tước hiệu Vương thái hậu. Thực tế danh vị của bà là 「Dowager Queen」 theo tiếng Anh, và được dịch sát nghĩa là "Vương hậu góa phụ" nếu so với Thái hậu. Đây là một việc hiển nhiên trong các triều đại Châu Âu và cũng rất khác biệt nếu so với các quốc gia Đông Á. Bất luận có vai vế thế nào, thì Vương hậu của Quốc vương tiền nhiệm vị Quốc vương đang tại vị vẫn được gọi là Thái hậu, và chỉ khi từng là Vương hậu chính thức, thì người ấy mới được gọi là Thái hậu. Mẹ của Henry VII, Lady Margaret Beaufort, do chưa từng là Vương hậu, nên bà chỉ được nhận danh xưng tôn kính 「"My Lady The King's Mother"」 và phải xếp sau cả Thái hậu Elizabeth lẫn Vương hậu Elizabeth, dù thực tế Lady Margaret mới là người có ảnh hưởng lên nhà Vua nhất.
Vào 5 năm cuối đời, việc Thái hậu Elizabeth Woodville sống quanh quẩn ở Tu viện Bermondsey trở thành thắc mắc của nhiều học giả. Thời gian được xác định là từ ngày 12 tháng 2 năm 1487, chỉ khoảng vài tháng trước Lễ đăng quang của con gái bà. Theo David Baldwin, dựa vào các tài liệu cận đại thì ông tin rằng Henry VII đã buộc bà phải li khai khỏi triều đình, trong khi Arlene Okerlund đã đưa ra bằng chứng từ tháng 7 năm 1486 bà đã có ý định rút lui khỏi chính trường và sống cuộc đời tu hành. Một ý kiến khác đưa ra là do triều đình Henry VII cho rằng bà có dính liếu đến cuộc nổi loạn của Lambert Simnel nhân danh nhà York vào năm 1487, hoặc ít nhất là vào diện nghi ngờ. Bên cạnh đó, Vua Henry VII còn có ý định gả bà cho Vua James III của Scotland, khi Vương hậu của ông Margaret của Đan Mạch qua đời vào năm 1486, tuy nhiên James III chết trận vào năm 1488 khiến kế hoạch này không thành.
Tại Tu viện Bermondsey, bà vẫn được đối đãi hết sức cung kính vì vẫn còn danh vị Vương thái hậu. Bà còn sống để chứng kiến cháu gái bà Margaret Tudor sinh ra tại Cung điện Westminster (tháng 11 năm 1489) và vị vua tương lai Henry VIII của Anh tại Cung điện Placentia (tháng 7 năm 1491). Con gái cả của bà, Elizabeth xứ York, cùng con gái thứ là Cecily xứ York vẫn đến đây thường xuyên để chăm sóc bà. Đến năm 1492, ngày 8 tháng 6, Vương thái hậu Elizabeth Woodville qua đời tại Tu viện Bermondsey, khi thọ chừng 55 tuổi. Ngày 12 tháng 6 cùng năm, tang lễ của bà được tổ chức ở Lâu đài Windsor. Tham dự lễ tang của bà là các con gái Anne xứ York, Catherine xứ York và Bridget xứ York, trừ Vương hậu Elizabeth xứ York đang mang thai và Cecily xứ York.
Các ghi nhận đương thời nhận xét, "Quả thật là có hơi đơn giản dành cho tang lễ của một người từng là Vương hậu", hay "Vua Henry VII quả thật không có ý muốn dùng lễ tang bậc Hậu cho mẹ vợ của mình". Tuy nhiên thực tế rằng theo di chúc, bà muốn có một tang lễ đơn giản và được chôn cất cùng chồng Edward IV trong Nhà thờ St'George của Lâu đài Windsor. Căn cứ một bức thư của Đại sứ Venetian là Andrea Badoer viết vào năm 1511, thì Elizabeth Woodville qua đời vì một cơn bệnh dịch, giải thích phần nào lý do tang lễ của bà lại ít người như vậy.

## Hậu duệ
| Tên                                               | Chân dung | Ngày sinh và ngày mất                                      | Ghi chú |
| ------------------------------------------------- | --------- | ---------------------------------------------------------- | --- |
| Với Sir John Grey                                 |           |                                                            | |
| Thomas Grey, Hầu tước xứ Dorset thứ nhất          |           | ? tháng ? năm 1455 - 20 tháng 9 năm 1501 (46 tuổi)         | Kết hôn (1) Lady Anne Holland, là con gái Henry Holland, Công tước xứ Exeter và Anne xứ York, em gái Vua Edward IV. Không hậu duệ. Kết hôn (2) Cecily Bonville, Nữ Nam tước Harington thứ 7. Có hậu duệ. |
| Richard Grey                                      |           | ? tháng ? năm 1457 - 25 tháng 6 năm 1483 (khoảng 26 tuổi)  | Phong làm Hiệp sĩ. Bị Vua Richard III tống giam và sau cùng tử hình tại Lâu đài Pontefract, cùng người cậu là Anthony Woodville, Bá tước Rivers thứ 2. Không kết hôn, không hậu duệ.                     |
| Với Edward IV của Anh                             |           |                                                            | |
| Elizabeth, Vương hậu Anh                          |           | 11 tháng 2 năm 1466 - 11 tháng 2 năm 1503 (37 tuổi)        | Kết hôn với Henry VII của Anh. Có hậu duệ. |
| Mary xứ York                                      |           | 11 tháng 8 năm 1467 - 23 tháng 5 năm 1482 (14 tuổi)        | Từng được đề nghị hôn nhân với John, Quốc vương của Đan Mạch. Không hậu duệ. |
| Cecily, Bà Tử tước Welles                         |           | 20 tháng 3 năm 1469 – 24 tháng 8 năm 1507 (38 tuổi)        | Kết hôn (1) Ralph Scrope, Nam tước Scrope thứ 9 xứ Masham. Không hậu duệ. Kết hôn (2) John Welles, Tử tước Welles thứ nhất. Có hậu duệ. Kết hôn (3) Thomas Kymbe. Không hậu duệ.                         |
| Edward V của Anh                                  |           | 4 tháng 11 năm 1470 – khoảng năm 1483 (?) (tầm 12 tuổi)    | Bị cho là đã chết khi chú ông là Richard III giam vào Tháp London. Không hậu duệ. |
| Margaret xứ York                                  |           | 10 tháng 4 năm 1472 - 11 tháng 12 năm 1472 (8 tháng)       | Chết non. |
| Richard của Shrewsbury, Công tước xứ York         |           | 17 tháng 8 năm 1473 - khoảng năm 1483 (?) (tầm 10 tuổi)    | Bị bắt vào Tháp London cùng với anh trai Edward V. Được cho là đã chết cùng lúc với anh mình. Không hậu duệ. Về sau, Perkin Warbeck mạo xưng là Richard xứ York.                                         |
| Anne xứ York, Lady Howard                         |           | 2 tháng 11 năm 1475 - 23 tháng 11 năm 1511 (36 tuổi)       | Kết hôn với Thomas Howard, Công tước xứ Norfolk thứ 3. Có hậu duệ. |
| George Plantagenet, Công tước xứ Bedford thứ nhất |           | ? tháng 3 năm 1477 - ? tháng 3 năm 1479 (2 tuổi)           | Chết non. |
| Catherine xứ York                                 |           | 14 tháng 8 năm 1479 - 15 tháng 11 năm 1527 (48 tuổi)       | Kết hôn với William Courtenay, Bá tước xứ Devon thứ nhất. Có hậu duệ. |
| Bridget xứ York                                   |           | 18 tháng 11 năm 1480 - ? tháng ? năm 1517 (khoảng 37 tuổi) | Trở thành nữ tu của Tu viện Dartford. Không bao giờ kết hôn. không hậu duệ. |

## Văn hóa đại chúng
Cuộc đời của Elizabeth Woodville trở thành nguồn cảm hứng lớn cho các tác phẩm điện ảnh và tiểu thuyết liên quan đến cuộc Chiến tranh Hoa Hồng. Đáng kể nhất là phương diện sân khấu, nhà soạn kịch William Shakespeare đã làm nên hai vở kịch là Henry VI, Part 3 cùng Richard III đều có liên quan đến cuộc đời bà, trong khi phần Henry VI chỉ nói về khía cạnh nhỏ về cuộc hôn nhân của bà, thì trong phần Richard III lại lấy Elizabeth Woodville làm trung tâm, do việc căng thẳng giữa bà cùng Vua Richard về vấn đề kế vị trong lịch sử. Theo sự xây dựng của Shakespeare, Elizabeth Woodville trở thành địch thủ chính trị đáng gờm và thông minh nhất của Vua Richard, ngay từ khi cả hai lần đầu gặp với tư cách chị dâu em chồng. Và dù hai vở kịch này, qua bàn tay hiện đại đã gọi bà trực tiếp là ["Queen Elizabeth"], thì nguyên tác của Shakespeare lại không bao giờ gọi như vậy, mà chỉ là ["Lady Grey"] và ["The Queen"].

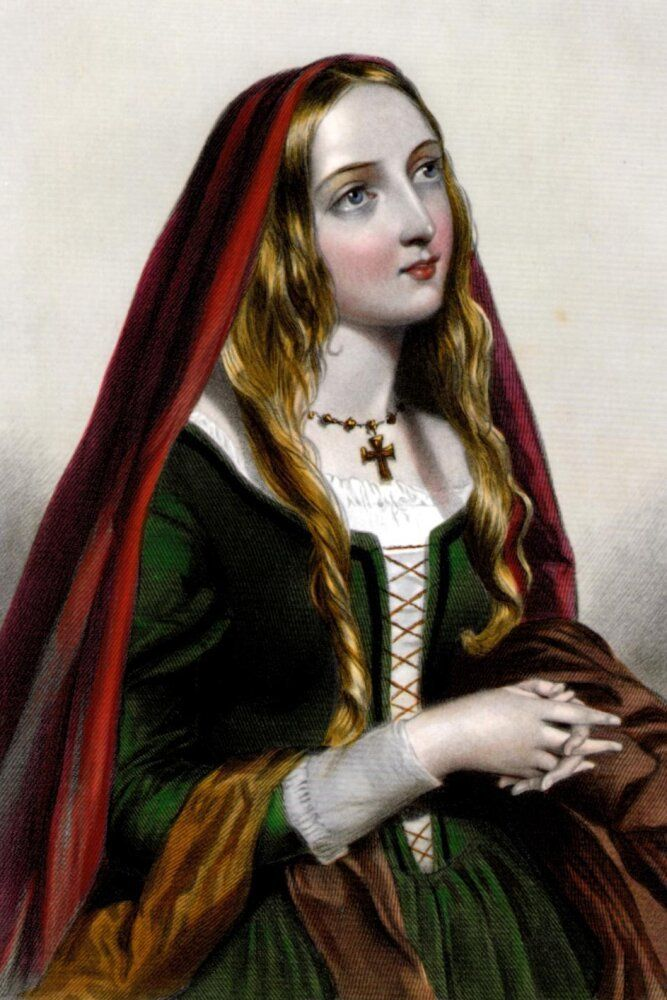
Tranh minh họa Elizabeth Woodville vào thế kỉ 18, trong bộ sách The Queens of England or Royal Book of Beauty năm 1875.

Tiểu thuyết sớm nhất về bà đáng kể có The Last of the Barons của nhà văn người Anh Edward Bulwer-Lytton vào thế kỉ 19, sau đó là một loạt The Daughter of Time của Josephine Tey, The White Rose của Jan Westcott, The King's Grey Mare của Rosemary Hawley Jarman, The Woodville Wench của Maureen Peters, The Sunne in Splendour của Sharon Kay Penman, The Sun in Splendour của Jean Plaidy, The White Queen của Philippa Gregory, The King's Grace của Anne Easter Smith,...
Trong phương diện phim điện ảnh, Elizabeth Woodville xuất hiện chủ yếu trong các phim về Richard III, điển hình như Richard III (phim năm 1911) và Richard III (phim năm 1912), trong phim này thì nữ diễn viên Violet Farebrother và Carey Lee trong vai bà. Năm 1939, xuất hiện phim Tower of London kể về việc hai con trai bà bị Vua Richard giam vào Tháp London, nữ diễn viên Barbara O'Neil thủ diễn Elizabeth. Năm 1955, bộ phim Richard III lấy cảm hứng từ vở kịch của Shakespeare, Elizabeth được diễn bởi Mary Kerridge. Việc lấy vở kịch của Shakespeare về Richard III tiếp tục làm nền tảng cho thước phim năm 2007, lần này Elizabeth do María Conchita Alonso thủ diễn.
Trong khi ấy, phương diện phim truyền hình cũng nở rộ, khi vào năm 2013 xuất hiện The White Queen, được lấy cảm hứng từ 3 loạt tiểu thuyết của Philippa Gregory, Elizabeth được nữ diễn viên Rebecca Ferguson thủ diễn. Năm 2016, xuất hiện loạt miniseries trên đài BBC tên The Hollow Crown, dựa trên vở kịch nổi tiếng của Shakespeare, trong đó phần Henry VI và Richard III, nữ diễn viên Keeley Hawes thủ vai Elizabeth. Năm 2017, đài STARZ dựa trên tiểu thuyết của Philippa Gregory mà làm một miniseries có tên The White Princess,...
Cuộc đời kỳ lạ của Elizabeth cũng khiến nhà nghiên cứu lý lịch học là David Baldwin làm ra công trình "Elizabeth Woodville: Mother of the Princes in the Tower" vào năm 2002, Amy Licence với "Edward IV and Elizabeth Woodville: A True Romance" vào năm 2016. Hình tượng của Elizabeth Woodville trong nhiều năm chủ yếu vẫn là sự xung đột với Vua Richard III, cũng như rất nhiều truyền thuyết liên quan đến phù thủy hoặc ma thuật, với một hình ảnh đầy tham vọng hay có liên quan đến những vụ lật đổ chính con gái và con rể của bà.